# Krater Ternowka
Krater Ternowka – krater uderzeniowy znajdujący się w obwodzie dniepropetrowskim Ukrainy.
Jego średnica wynosi 11 km, a wiek jest oceniany na 280 ± 10 mln lat (czyli pochodzi z permu). Krater nie jest widoczny na powierzchni Ziemi.